# شاه‌تختی
شاه‌تختی (به ترکی آذربایجانی: Şahtaxtı) یک منطقهٔ مسکونی در جمهوری آذربایجان است که در شهرستان کنگرلی واقع شده‌است. شاه‌تختی ۳٬۱۰۰ نفر جمعیت دارد.